# 배수 (공학)

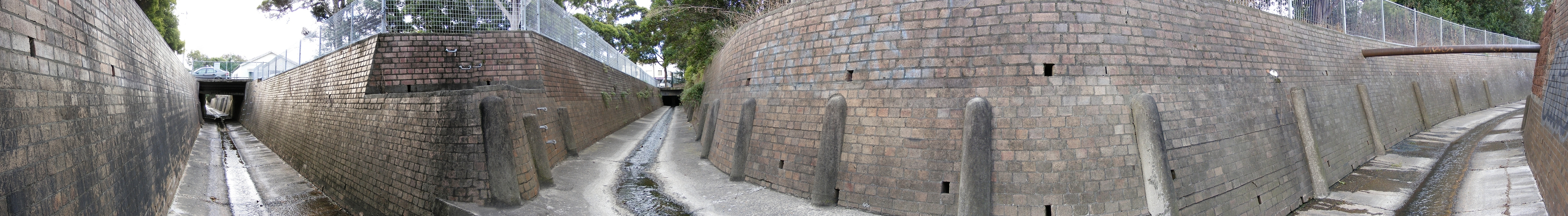

배수(排水, 영어: drainage)는 어느 지역으로부터 과잉지표수와 과잉지하수를 인공적으로 제거하는 것이다.

## 종류

### 간선배수
간선배수(幹線排水)는 강, 하천 및 대수로와 같은 간선 수로를 이용하여 배수하는 방법이다.

### 개거배수
개거배수(開渠排水)는 개수로나 도랑에 의한 배수방식이다.

### 자연배수
자연배수(自然排水)는 수면 기울기에 의해 홍수 등의 과잉수를 배제하는 것으로, 배수문 신설 및 확장, 문비설치 및 개량(전동화), 승수로 설치, 매립복토 등에 의한 공법이 있으며, 사업비 및 유지관리가 저렴하고, 경제성이 양호하나, 계획적 배수관리가 곤란하고, 이상 홍수 발생시 외수의 범람으로 피해가 발생할 수 있다.

## 배수 효과
배수효과는 배수시설을 설치하여 발생하는 효과로, 침수피해 방지, 토지생산성 증대, 지내력 향상, 경지이용률 확대 등 토지의 가치가 상승한다.

## 같이 보기
- 배수로